# Кларк Беркл
Кларк Беркл (англ. Clark Burckle, 23 лютого 1988) — американський плавець.
Учасник Олімпійських Ігор 2012 року.
Призер Панамериканських ігор 2011 року.

## Родина
- Сестра — Керолайн Беркл, американська плавчиня, олімпійська медалістка.